# Жуковський міський округ
Жуко́вський міський округ (рос. Жуковский городской округ) — муніципальне утворення у складі Московської області Росії.
Адміністративний центр та єдиний населений пункт — місто Жуковський.

## Історія
1952 року місто Жуковський отримало статус обласного та виведене зі складу Раменського району.
2004 року Жуковська міська адміністрація обласного підпорядкування перетворена в Жуковський міський округ.

## Населення
Населення округу становить 107922 особи (2019; 104736 у 2010, 101328 у 2002).